# Tegerstein
Der Tegerstein war eine kleine Insel im Bodensee in Ufernähe zwischen Wasserburg am Bodensee und Lindau, in der Gemarkung Hoyren, früher eine selbständige Gemeinde, die 1922 nach Lindau (Bodensee) eingemeindet wurde. Die Insel ist eingezeichnet auf der Karte der Schweiz von 1817, nicht aber in der Bayerischen Uraufnahme oder auf dem Urpositionsblatt. Die Bayerische Uraufnahme zeigt lediglich einen Flurnamen Degelstein auf dem Festland des entsprechenden Uferabschnitts, und heute den gleichnamigen Stadtteil von Lindau. Das frühere Gut zu Tegerstein ist die Burgruine Degelstein.
Die historische Insel Tegerstein ist in mehreren historischen Nachschlagewerken belegt.
Tegerstein und Degelstein sind lediglich verschiedene Namensvarianten für das jeweils gleiche Objekt, sei es Insel, Flur, Dorf oder Burg. Seltener ist die Schreibweise Tegelstein.
Nach der Karte zu urteilen lag die Insel gut 50 Meter vom Ufer entfernt und hatte eine Größe von 50 mal 40 Meter.
In der Altbayerischen Monatsschrift von 1899 ist jedoch nicht von einer Insel die Rede, sondern von einem erratischen Block.